# Groslée-Saint-Benoît
Groslée-Saint-Benoît község Franciaország Auvergne-Rhône-Alpes régiójában, Ain megyében. Új községként 2016. január 1-jén jött létre Groslée és Saint-Benoît egyesítésével. A két korábbi település delegált község státusszal az új község része lett. Lakosainak száma 1232 fő (2022. január 1.).

## Népesség
| Lakosok száma | 1193 | 1193 | 1203 | 1227 | 1245 | 1238 | 1232 |
|               | 2016 | 2017 | 2018 | 2019 | 2020 | 2021 | 2022 |